# 大杆指参
大杆指参（学名：Chiridota stuhlmanni）为指参科指参属的动物。分布于桑给巴尔、马达加斯加、马尔代夫群岛、斐济群岛以及中国大陆的西沙群岛等地，多栖息于珊瑚礁碎珊瑚底下。该物种的模式产地在桑给巴尔。